# Apothriguna legrandi
Apothriguna legrandi är en fjärilsart som beskrevs av Emilio Berio 1962. Apothriguna legrandi ingår i släktet Apothriguna och familjen trågspinnare. Inga underarter finns listade i Catalogue of Life.